# Верхнеяушевский сельсовет

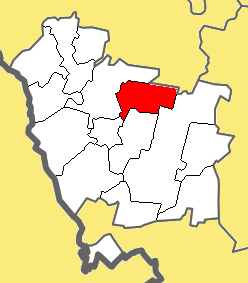
Верхнеяушевский сельский совет муниципальное образование в составе Федоровского района Башкортостана, Россия. Административный центр — село Верхнеяушево.

Верхнеяушевский сельсовет — муниципальное образование в Фёдоровском районе Башкортостана.
Согласно Закону о границах, статусе и административных центрах муниципальных образований в Республике Башкортостан имеет статус сельского поселения.

## Состав
с. Верхнеяушево,
д. Гоголевка,
д. Гумбетово,
д. Домрачёвка.

## Население
| 2002 | 2009 | 2010 | 2012 | 2013 | 2014 | 2015 |
| ---- | ---- | ---- | ---- | ---- | ---- | ---- |
| 535  | ↘531 | ↘486 | →486 | ↗487 | ↗496 | ↘483 |
| 2016 | 2017 | 2018 |      |      |      |      |
| ↗488 | ↘476 | ↘459 |      |      |      |      |